# Костич, Зоран (футболист)
Зо́ран Ко́стич (серб. Зоран Костић / Zoran Kostić; 14 ноября 1982, Чачак, СФРЮ) — сербский футболист, полузащитник.

## Карьера
Футболом начал заниматься в 6 лет. Первая команда — «Борац» из Чачака. Первый тренер — Милован Протич. Женат. В 2008 году на правах аренды играл за футбольный клуб «Урал» из Екатеринбурга. Автор первого гола Первого дивизиона ПФЛ 2008.

## Достижения
- Победитель первого дивизиона России 2007